# Avezé
Avezé é uma comuna francesa na região administrativa do País do Loire, no departamento de Sarthe. Estende-se por uma área de 20.81 km². Em 2010 a comuna tinha 733 habitantes (densidade: 35,2 hab./km²).